# 6e régiment de spahis marocains
 (novembre 2015).
Si vous disposez d'ouvrages ou d'articles de référence ou si vous connaissez des sites web de qualité traitant du thème abordé ici, merci de compléter l'article en donnant les références utiles à sa vérifiabilité et en les liant à la section « Notes et références ».
Le 6e régiment de spahis marocains était une unité appartenant à l'armée d'Afrique qui dépendait de l'Armée de terre française.

## Création et différentes dénominations
- 1944 : création du 6e régiment de spahis marocains
- 1946 : dissolution
- 1948 : formation du 6e groupe d'escadrons de spahis marocains (6e GESM)
- 1962 : dissolution

## Historique des garnisons, combats et batailles

### Garnisons
- Maroc : Meknès, Fez
- Indochine : Cochinchine, Laos, Tonkin
- Algérie : Bir el-Ater, Bordj Bou, Arreridj

### De 1945 à nos jours
Créé en 1944 à partir d'éléments du 4e régiment de spahis marocains (lui-même dénommé alors 4e RRM), il est en garnison à Meknès et Fès avant d'être dissous une première fois en 1946, ses éléments et son étendard étant transférés au 12e régiment de chasseurs à cheval.
En 1948, un 6e groupe d'escadrons de spahis marocains (6e GESM) est formé pour servir en Extrême-Orient. En février 1949, il débarque au Tonkin et est employé comme force d'intervention à pied.
De 1950 à 1952, il opère dans la région de Hué et de Tourane. Il participe au dégagement de My-Chanh. Progressivement, il reçoit des half-tracks et des chars M24 Chaffee. Il prend la dénomination de 6e régiment de spahis marocains (6e RSM) en 1953 sous le commandement du lieutenant colonel Jacques Clerget de Saint-Léger. Devenu régiment blindé, il prend part à l'opération Camargue. À la fin de l'année, trois escadrons portés sont déployés au Laos, un autre escadron porté et l'escadron de chars restant au centre-Annam. Il participe à de nombreux engagements jusqu'à la fin de la guerre d'Indochine.
Envoyé en Algérie dans la zone ouest du Constantinois (ZOC), à Tébessa et Bir el Ater il devient le 6e régiment de spahis en 1956. Il sert le long de la frontière orientale et participe à de nombreux engagements de 1955 jusqu'à la fin du conflit, notamment dans les Nemencha. Il est dissous en 1962.

## Inscription sur l'étendard
Il porte, cousues en lettres d'or dans ses plis, les inscriptions suivantes :
- Indochine 1949-1954

## Décoration
- Croix de guerre des Théâtres d'opérations extérieurs avec deux palmes.
- Fourragère : Croix de guerre des TOE

## Sources
1. ↑  Décision no 12350/SGA/DPMA/SHD/DAT du 14 septembre 2007 relative aux inscriptions de noms de batailles sur les drapeaux et étendards des corps de troupe de l'armée de terre, du service de santé des armées et du service des essences des armées, Bulletin officiel des armées, no 27, 9 novembre 2007

- Thierry Moné et Jean-François Tixier, Les Insignes des spahis, Lavauzelle, 2004.
- Raimond Noulens (dir.), Les Spahis, cavaliers de l'armée d'Afrique, Musée de l'armée, 1997.